# R. Premadasa Stadium
R. Premadasa International Cricket Stadium (RPS), è il principale stadio di cricket dello Sri Lanka. Si trova a Colombo. Attualmente è di proprietà della federazione nazionale di cricket ed ospita le principali partite della nazionale.